# Безіменне (Саратовська область)
Безіменне (рос. Безымянное) — село у Енгельському районі Саратовської області Російської Федерації. Населення становить 1456 осіб. Належить до муніципального утворення Безіменське муніципальне утворення.

## Історія
Населений пункт розташований у межах українського історичного та культурного регіону Жовтий Клин.
До 1941 року належав до АРСР Німців Поволжя. Орган місцевого самоврядування від 2004 року — Безим'янське муніципальне утворення.

## Населення
| 2007 | 2010  | 2019  |
| ---- | ----- | ----- |
| 1493 | ↘1491 | ↘1456 |

## Особистості

### Народилися
- Масенко Лариса Терентіївна (нар. 1942) — українська мовознавиця, професорка.